# All Shall Fall
All Shall Fall è l'ottavo album in studio del gruppo musicale black metal norvegese Immortal, pubblicato nel 2009 dalla Nuclear Blast. La copertina dell'album è stata resa pubblica il 30 luglio 2009 sul sito web ufficiale della band.

## Registrazione e produzione
Nel gennaio 2008 gli Immortal iniziarono a lavorare sul nuovo album. Dopo aver passato la maggior parte di quell'anno in tour, il gruppò si ritrovò negli studi di registrazione Grieghallen e The Abyss nell'aprile 2009 per iniziare la registrazione del disco. Il mese seguente il gruppo aveva già terminato la registrazione completa dell'album e ne annunciò perciò il titolo.
Sempre in giugno fu data la possibilità al magazine Terrorizer di ascoltare le tracce appena registrate.
Dopo aver partecipato ad alcuni festival gli Immortal hanno infine rivelato la tracklist dell'album il 13 giugno, e pochi giorni più tardi, il 18 giugno, anche la data di pubblicazione.

## Tracce
1. All Shall Fall – 5:57
2. The Rise of Darkness – 5:47
3. Hordes to War – 4:32
4. Norden on Fire – 6:15
5. Arctic Swarm – 4:01
6. Mount North – 5:07
7. Unearthly Kingdom – 8:30

## Classifiche
| Classifica (2009)    | Posizione |
| -------------------- | --------- |
| Finnish Albums Chart | 20        |
| US Billboard 200     | 162       |
| Heatseekers Albums   | 7         |
| Hard Rock Albums     | 23        |

## Formazione
- Abbath Doom Occulta - voce, chitarra
- Demonaz Doom Occulta - testi
- Horgh - batteria
- Apollyon - basso